# 中国共产党第十九届中央委员会第三次全体会议
中国共产党第十九届中央委员会第三次全体会议（简称中共十九届三中全会）于2018年2月26日至28日在北京举行，中央政治局主持会议。
本次会议审议通过了《中共中央关于深化党和国家机构改革的决定》（于2018年3月4日全文公布）和《深化党和国家机构改革方案》（经第十三届全国人民代表大会一次会议审议国务院机构改革方案并通过后，于2018年3月21日全文公布）、向全国两会（全国人大、全国政协）建议的人事安排。

## 背景
2018年2月24日，官方媒体新华社报道，中共总书记习近平于2月23日主持中央政治局会议，决定中共十九届三中全会于2月26日到2月28日在北京召开。这是中共三中全会自1978年以来于九月到十二月间召开以来，首次于春季召开；此外，三中全会一般聚焦于经济问题，但此次主要谈人事任免问题和国家机构改革，其中以机构改革为重。会议与二中全会仅相隔一个多月，在两个月间连续召开两次全会，并不寻常。